# كازوتوشي إيشيياما
كازوتوشي إيشيياما (باليابانية: 石山 万稔) (مواليد 24 أغسطس 1973)، هو لاعب كرة قدم سابق كان يلعب كمهاجم.